# Mont Orsiera
Le mont Orsiera est une montagne des Alpes cottiennes qui s'élève à 2 878 ou 2 886 m d'altitude, dans la région du Piémont, en Italie. Il est le plus haut sommet d'un chaînon qui, en partant de Sestrières, sépare le val de Suse du val Cluson.
Le nom du sommet a parfois été francisé en « mont de l'Orsière » sur certaines cartes anciennes.
L'accès au sommet ne présente pas de difficultés particulières.

## Géographie
Le mont Orsiera est le sommet principal du groupe de l'Orsiera-Rocciavrè. Ce groupe est situé entre le val de Suse, le val Cluson et le val Sangone (it). Il est inclus dans le parc naturel Orsiera-Rocciavrè, dont le mont Orsiera est le plus haut sommet : le sommet constitue donc un excellent point de vue. Au sommet est placé un point géodésique de l'IGM no 055088.
Du point de vue géologique, toute la zone appartient au groupe de pierres vertes d'après Bartolomeo Gastaldi (calcschiste et ophiolite), datant du Trias-Jurassique. La matrice générale[Quoi ?] se compose de schiste et de phyllite, tandis que le sommet est constitué de prasinite et d'amphibolite, avec la présence proche de vastes zones de serpentinite.
La montagne ressemble à une crête allongée avec des pentes rocheuses abruptes des deux côtés. Du sommet, en plus de la crête principale de partage des eaux entre val de Suse et val Cluson (ici orientée approximativement nord-est/sud-ouest), bifurque une crête secondaire vers le sud. Le sommet a deux pics distincts : le sommet nord (2 890 m) et le sommet sud (2 878 m).